# Lispe bimaculata
Lispe bimaculata este o specie de muște din genul Lispe, familia Muscidae, descrisă de Walker în anul 1859. Conform Catalogue of Life specia Lispe bimaculata nu are subspecii cunoscute.